# Mulholland Drive (film)
 For alternative betydninger, se Mulholland Drive. (Se også artikler, som begynder med Mulholland Drive)
Mulholland Drive er en amerikansk spillefilm fra 2001 af den amerikanske filminstruktør David Lynch. Filmen kan karakteriseres som en typisk David Lynch-film i kraft af et uigennemskueligt plot, en urovækkende lydside, unaturlige miljøer og et yderst broget persongalleri. Tilsammen skaber disse virkemidler en stemning, som sidst sås lignende i Lynchs film Lost Highway fra 1997.
Mulholland Drive indledes med et trafikuheld, som efterlader en ung kvinde (Laura Elena Harring) flygtende fra stedet med hukommelsestab. Hun ender i et fremmed hus, hvor hun møder den unge håbefulde skuespillerinde, Betty Elms (Naomi Watts), som er rejst fra Ontario til Hollywood for at forfølge en drøm om at blive berømt.
Den uskyldige og naive Betty beslutter sig for at hjælpe den fortabte kvinde med at finde tilbage til livet. Gradvist opsporer de brudstykker af hendes identitet ved at følge hendes spor baglæns og genskabe hendes historie. De to kvinder kommer ud på en turbulent rejse i jetset-Hollywood, hvor intet er som det ser ud til at være, hvor identiteter byttes rundt og uforklarlige forbindelser afsløres.